# Alias
alias دستوری در بسیاری از پوسته‌ها (shells) از جمله پوسته‌های یونیکس،شبه‌یونیکس و ویندوز پاورشل است. این دستور امکان جایگزین کردن یک کلمه با یک رشته را می‌دهد.

## نمونه‌ای از کاربرد

### یونیکس
alias های موقت را به این شکل می‌توان در یونیکس و شبه‌یونیکس ایجاد کرد:
بعد از اجرای این فرمان، با اجرا کردن copy دستور cp اجرا می‌شود.
```
alias copy='cp'  
```

### سی‌شل
```
alias copy "cp" 
```

### ویندوز پاورشل
```
new-alias ci copy-item
```

### 4DOS
```
alias cp copy
```